# Julius Schäffer
Julius Schäffer (ur. 3 czerwca 1882, zm. 21 października 1944) – niemiecki mykolog.

## Życiorys
Studiował teologię, a później przyrodoznawstwo (zakończone egzaminem dla nauczycieli szkół średnich) w Dreźnie w Niemczech i Trieście w Austro-Węgrzech. Przez wiele lat był nauczycielem w Poczdamie w Niemczech, a od 1939 r. mieszkał w Górnej Bawarii.
Jest jedynym znanym mykologiem współczesnych czasów, który zmarł w wyniku spożycia trujących grzybów. Około godziny po tym, jak on i jego żona zjedli posiłek przygotowany z krowiaka podwiniętego, u Schäffera wystąpiły wymioty, biegunka i gorączka. Jego stan pogorszył się do tego stopnia, że następnego dnia został przyjęty do szpitala. Rozwinęła się u niego niewydolność nerek i zmarł po 17 dniach. Jego żonie grzyby zaszkodziły w mniejszym stopniu.

## Praca naukowa
Zajmował się badaniem grzybów, głównie pieczarkowców, zwłaszcza z rodzaju gołąbek (Russula), o którym w 1933 r. napisał monografię. Jest także współautorem przeglądu gatunków grzybów Europy Środkowej (Die Pilze Mitteleuropas). Tę pracę, na podstawie jego notatek i przy pomocy innych mykologów, opublikowała po jego śmierci żona Liesel w 1952 r. Schäffer opracował test chemiczny pomocny przy identyfikacji gatunków pieczarkowców. Wykorzystuje on zachodzącą pod wpływem aniliny i kwasu azotowego reakcję na powierzchni grzybów. Odpowiedzialne za tę reakcje związki chemiczne nazwano później schaefferalem A i B.
Opisał wiele nowych gatunków grzybów. W nazwach naukowych utworzonych przez niego taksonów dodawany jest skrót jego nazwiska Jul.Schäff. Uhonorowano go nadając od jego nazwiska nazwy naukowe niektórym gatunkom grzybów: Cortinarius schaefferanus (M.M. Moser) M.M. Moser, Cortinarius schaefferi Bres., Dermocybe schaefferi (Bres.) M.M. Moser, Neolentinus schaefferi (Weinm.) Redhead & Ginns, Phyllosticta schaefferiae Gonz. Frag. & Cif., Russula nauseosa var. schaefferi Kill., Russula schaefferi Kärcher, Russula schaefferiana Niolle, Russula schaefferina Rawla & Sarwal.